# Kortbent moa
Kortbent moa (Pachyornis elephantopus) är en förhistorisk utdöd fågel i familjen mindre moafåglar inom ordningen moafåglar som liksom alla moafåglar tidigare förekom i Nya Zeeland.

## Utbredning
Kortbent moa var vida spridd men enbart på Sydön i Nya Zeeland. Den förekom framför allt på östra sidan, med två olika varianter i norr och söder. Dess levnadsmiljö var buskmark, dynlandskap, gräsmarker och skogar i låglänta områden. Den undvek bergstrakter där den ersattes av tofsmoan (Pachyornis australis). När pleistocen övergick i holocen blev klimatet varmare och glaciärer smälte. Det gjorde att kortbenta moans levnadsmiljöer blev större varpå den ökade sin utbredning.

## Upptäckt och utseende

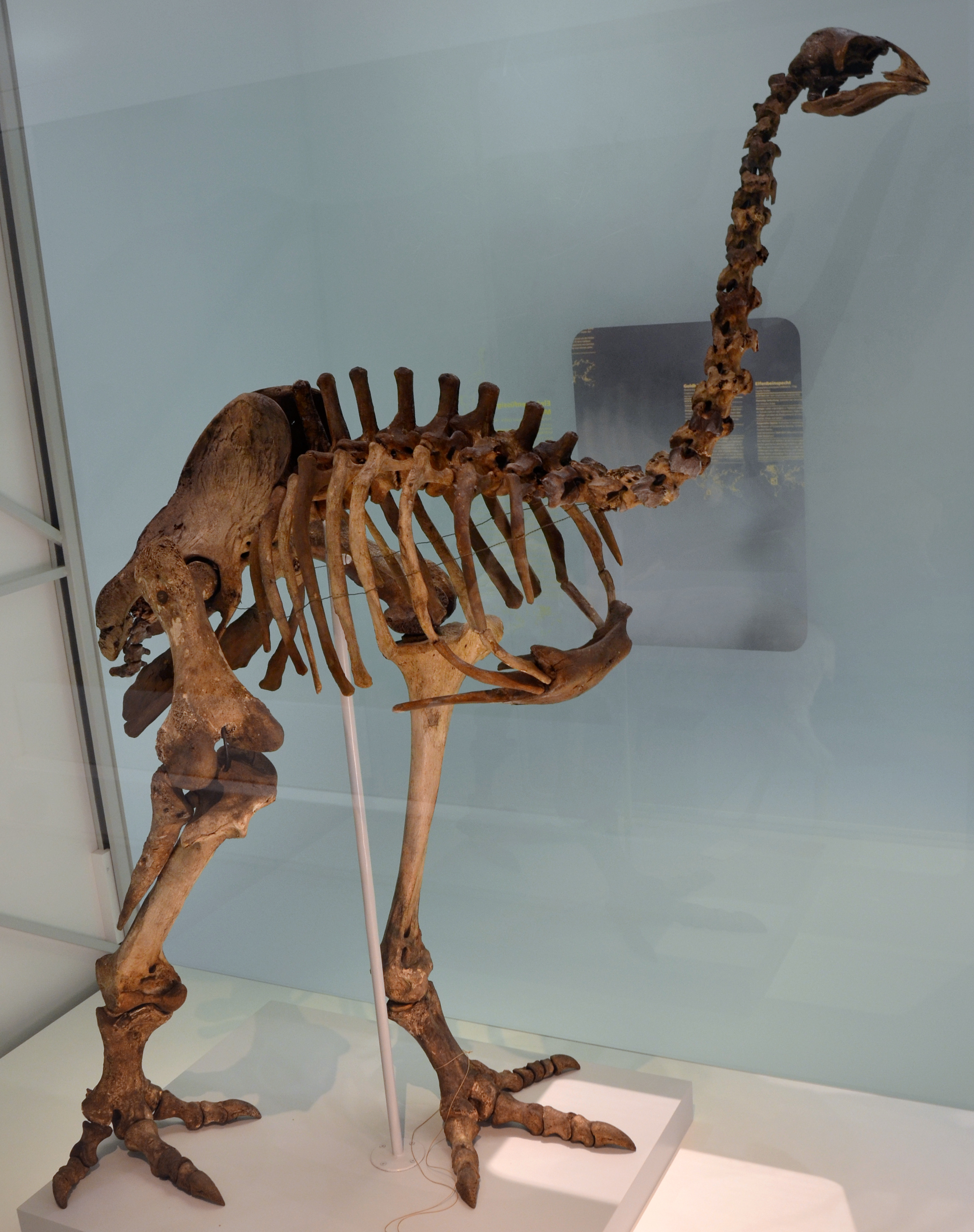
Ett skelett av kortbent moa på Naturhistorisches Museum i Basel.

Kortbent moa upptäcktes av W.B.D. Mantell vid Awamoa, näraOamaru, som tog med sig benen till England. Ben från ett antal fåglar användes för att skapa ett fullständigt skelett som sedan ställdes ut på British Museum. Richard Owens beskrev arten som Dinornis elephantopus.
Fågeln hade kanske det märkligaste utseendet av alla moafåglar. Den var mycket stor och klumpig med oproportioneligt stora ben och fötter. Den var cirka 1,8 meter hög, hade väldigt kraftig näbb och vägde så mycket som 145 kg. Den hade också ett väl utvecklat luktsinne. 
Varför dess ben var så oerhört kraftiga är oklart, men en teori är att moafåglarna generellt utvecklade långa tarmar för att kunna smälta växtfödan. Arterna i Pachyornis livnärde sig på så grova blad och grenar att det krävdes extra kraftiga ben för att bära matsmältningsapparaten.

## Ekologi och föda
På grund av sin isolering innan människan anlände till ön har Nya Zeeland en unik uppsättning växter och djur. Inga landlevande däggdjur fanns förutom fladdermöss. Moafåglarna fyllde den ekologiska nischen stora växtätande däggdjur har på andra ställer i världen. Den kortbenta moan tros ha varit ovanligare än övriga moafågelarter på grund av att den är mindre förekommande bland fossila benlämningar. Den kortbenta moans enda egentliga hot före människans ankomst var moaörnen (Hieraaetus moorei). Nyligen har man dock visat att den kortbenta moan var drabbad av ett antal parasiter, bland annat nematoder.

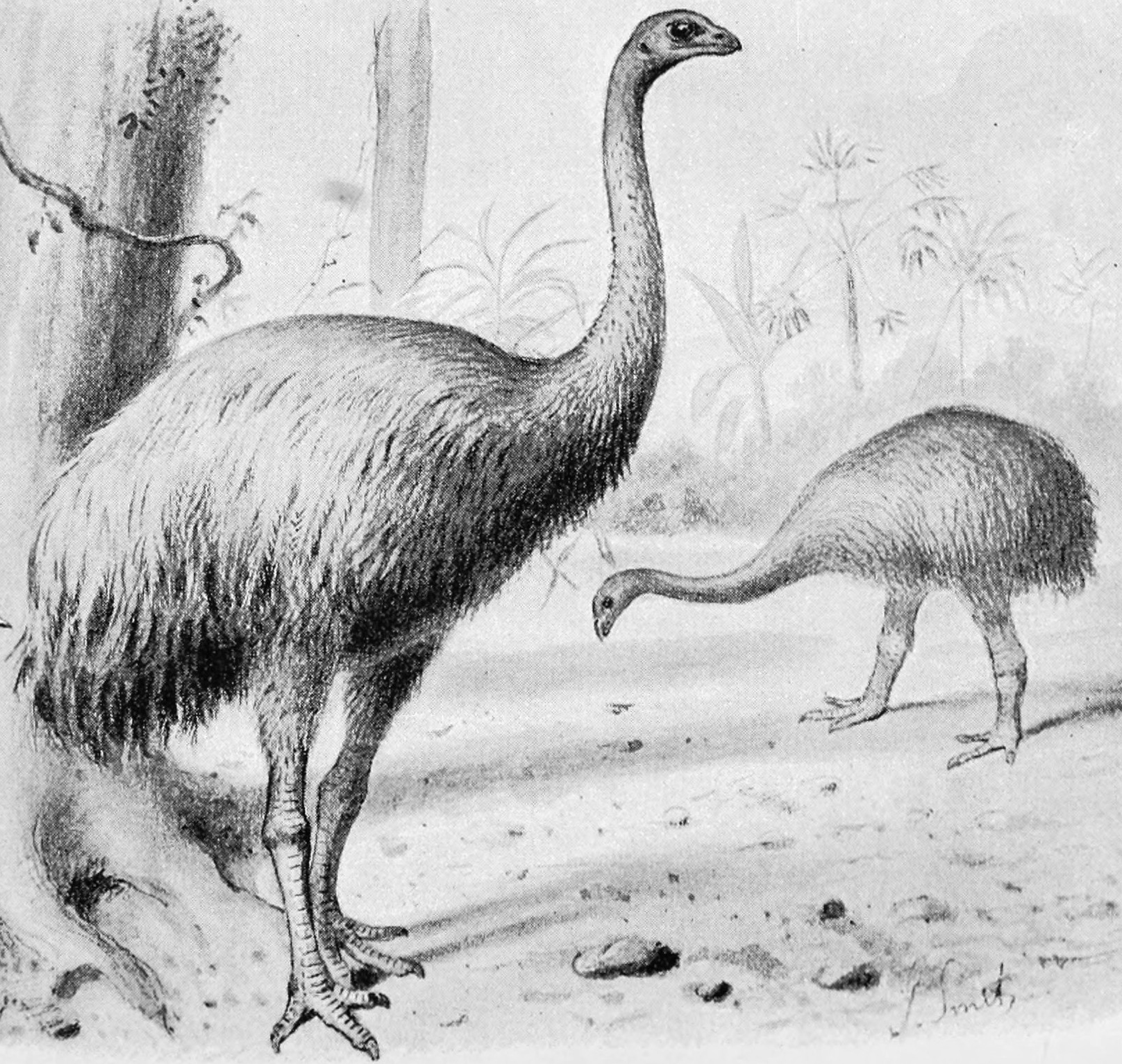
Återskapande av sydöjättemoa (Dinornis robustus) och kortbent moa.

Fram tills nyligen var det okänt exakt vad kortbenta moan levde av. Faktumet att dess huvud och näbb skiljer sig från övriga moafåglar pekar på att dess föda var avvikande, möjligen grövre typ av vegetation med tanke på att den dessutom levde i torr, buskig miljö. Att specialisera sig på olika föda gjorde att den slapp konkurrens från andra moafågelarter som den möjligen delade utbredning med.
2007 granskades innehållet i den kortbenta moans inälvor för första gången. Man fann 21 olika växtarter med löv, mossor och frön men också stora mängder småkvistar och till och med rena bitar av trä, vissa av ansenlig storlek. Det stödjer den tidigare teorin att den kortbenta moan hade anpassats till att leva på grövre vegetabilisk föda men också att den hade en varierad diet.

## Utdöende
När människan kom till Nya Zeeland var dessa långsamma lättfångade. Subfossila lämningar funna i polynesiernas kökkenmöddingar vid floderna Waitaki och Rakaia tyder på att fågeln jagades regelbundet.